# Honor (film)
Pour les articles homonymes, voir Honor.
Pour plus de détails, voir Fiche technique et Distribution.
Honor est un film américain de David Worth sorti en 2006.

## Fiche technique
- Réalisation : David Worth
- Scénario : Larry Felix Jr.
- Date de sortie :
  - États-Unis : 29 juillet 2006
- Sortie en DVD en  France: 18 mai 2010
- Durée : 87 minutes
- Musique : Tuomas Kantelinen

## Distribution
- Jason Barry : Gabriel
- Russell Wong : Ray
- Roddy Piper : Lieutenant Tyrell
- Remy Bonjasky : Trace
- Linda Park : Kate
- Masakatsu Funaki (sous le nom Masa Funaki) : Mr. Sato